# Aristoteles Onassis
Aristoteles Socrates "Ari" Onassis (Αριστοτέλης Ωνάσης, Aristotelis Onasis), född eller 20 januari 1906 i İzmir, Osmanska Riket, död 15 mars 1975 i Neuilly-sur-Seine utanför Paris, Frankrike, var en grekisk skeppsredare och entreprenör. Onassis var bland annat skapare av det grekiska flygbolaget Olympic Airways.

## Biografi
Aristoteles Onassis var son till en tobakshandlare i den av etniska greker dominerade staden Smyrna. Onassis lämnade staden i samband med att den grekiska offensiven mot turkarna efter första världskriget slutade med ett nederlag. 16 år gammal begav han sig som statslös till Argentina, där han arbetade i en telefonväxel. Med tiden avancerade han till grekisk generalkonsul, och hade efter endast några år blivit dollarmiljonär genom handel med råtobak och därefter genom att investera pengarna i fartyg. Han gav sig därmed in i redarvärlden.
Andra världskriget innebar goda inkomstmöjligheter för en statslös redare, och han hyrde ut fartyg till såväl axelmakterna som till, och huvudsakligen, de allierade.
Åren 1946–1960 var Onassis gift med redardottern Athina Livanos, med vilken han fick sonen Alexander och dottern Christina. Hon gifte sedan om sig med hans redarkonkurrent Stavros Niarchos. Onassis hade från 1957 ett förhållande med operasångerskan Maria Callas, som han lämnade i slutet av 1960-talet för John F. Kennedys änka Jacqueline Bouvier Kennedy. Han gifte sig med henne den 20 oktober 1968.
Nästan lika känd som Onassis var hans båt Christina, på vilken han tillbringade stora delar av sin tid tillsammans med sina berömda gäster. Känd var också den privata ö i Joniska havet som Onassis ägde, Skorpios. På Skorpios gifte sig Onassis och Jackie Kennedy, och här är han och barnen begravda.
Sedan Onassis ende son, Alexander, omkommit i en flygolycka 1973, blev Aristoteles Onassis sjuk, och han försökte förgäves bevisa att olyckan i själva verket var ett sabotage. Aristoteles Onassis avled våren 1975.
Onassis förmögenhet kom att delas mellan stiftelsen Alexander S. Onassis Foundation och det enda överlevande barnet, dottern Christina. Testamentet hade undertecknats i ett privatplan i januari 1975, med hustrun Jacqueline som enda vittne. Hösten efter hans död visade det sig att bland annat oljekrisen 1973 tärt hårt på Onassis förmögenhet, vilken endast uppgick till 200 miljoner kronor, och inte till dess försäkringsvärde på en miljard dollar. Efter Christinas död är hennes dotter Athina Onassis enda arvtagare.